# Dendrolagus dorianus
Il canguro arboricolo di Doria (Dendrolagus dorianus Ramsay, 1883) è un canguro arboricolo diffuso nelle foreste montane della Nuova Guinea ad altitudini di 600–3650 m. Ha abitudini per lo più solitarie e notturne. Il nome di questa specie, coniato nel 1883 da Edward Pierson Ramsay, commemora lo zoologo italiano Giacomo Doria.
Quest'animale pesa 6,5-14,5 kg, misura 51–78 cm ed ha una coda di 44–66 cm: è, quindi, uno tra i più grandi canguri arboricoli. È ricoperto da una lunga e folta pelliccia bruna che si fa nera sulle orecchie e marrone chiara o crema sulla coda, che non è prensile. Ha artigli grandi e forti ed una corporatura piuttosto tozza che gli dà un aspetto simile a un orso.
La sua dieta consiste di varie foglie, boccioli, fiori e frutti. Il periodo di gestazione è di circa 30 giorni, dopo i quali l'unico piccolo rimane nel marsupio materno fino all'età di 10 mesi.
Il canguro arboricolo di Doria è classificato tra le specie vulnerabili. Il suo habitat forestale è minacciato dalle industrie di legname e dai disboscamenti. Le sue grandi dimensioni, inoltre, fanno sì che venga cacciato anche per la carne.